# ASTERIG
ASTERIG（全称：Assessment Tool to Measure and Evaluate the Risk Potential of Gambling Product）为赌博产品潜在风险评估工具之英文缩写。此方法最初於2006年至2010年發展於德國，并于2013年在纽约市哥伦比亚大学（Columbia University, New York, USA）的领导下获得全球认可。

## 背景
賭博因其為世界各地帶來的歡愉而成為許多人日常生活中重要的一部分。然而，不管任何形式的賭博都可能會產生負面的後果；某部分人因此出現了反覆且不良的賭博行為模式，並惡化成為賭博成癮 。此風險取決於玩家的個人特質以及不同賭博產品。舉例來說，彩票成癮的風險根本性地不同於角子機，因各角子機之標準如機台大小、累計獎金的頻率或參與類型（離線對上線）都能對成癮潛在風險有顯著的影響。
不良的賭博行為不只是個人問題，通常與經濟損失、受侵襲家庭與人際關係的破裂有關，此外它常會伴隨著精神疾患。如此行為可能演變成社會問題，從而影響病態參與者的日常生活品質，甚至於影響了國民經濟。
ASTERIG為一個系統性的測量工具，用於評估不同賭博產品成癮的潛在風險。 該工具利用數值評分來計算不同賭博產品之成癮潛在風險有多高，並能突顯出各項賭博產品的特定潛在風險所在。為此考慮十個不相關的參數並依照不同程度上的影響力加權並衡量。而此工具也使得不同或是相似的賭博產品其成癮潛在風險能進行數學上的客觀比較。此外ASTERIG能準確地強調出，不同博弈遊戲中哪個特徵處能提升或降低成癮潛在風險。
ASTERIG以具有可比較分數的系統測量和評估工具提供了數量值之間進行比較的可能性。此工具能幫助立法者、法學界決策是否向公眾開放任何形式的賭博，甚至是影響國家與城市對於賭博的行政措施。國際上，也毫無疑問地將賭博產品以科學根據分類為相對而言可衡量的風險標準。英國、芬蘭和瑞典也進行了相似的研究，然而，由於它們理論理論與研究上的基礎還並未公開，很難對這些研究去做科學評估。
ASTERIG發展與國際認證於：
| 專家               | 國家   | 機構                                             |
| ------------------ | ------ | ------------------------------------------------ |
| Carlos Blanco      | 美國   | 哥倫比亞大學精神病學系，紐約州精神病學研究所     |
| Alex Blaszczynski  | 澳洲   | 悉尼大學心理學院                                 |
| Reiner Clement     | 德國   | 波恩-萊茵-席格科技大學                           |
| Jeffrey Derevensky | 加拿大 | 麥吉爾大學，青年賭博問題和高風險行為模式國際中心 |
| Anna E. Goudriaan  | 荷蘭   | 阿姆斯特丹大學學術醫學中心                       |
| David C. Hodgins   | 加拿大 | 卡爾加里大學心理學系                             |
| Ruth J. van Holst  | 荷蘭   | 阿姆斯特丹大學學術醫學中心                       |
| Ángela Ibáñez      | 西班牙 | 阿爾卡拉大學，拉蒙·卡哈爾醫院精神科              |
| Silvia S. Martins  | 美國   | 哥倫比亞大學梅爾曼公共衛生學院                   |
| Chantal Moersen    | 德國   | 柏林夏里特醫院                                   |
| Sabrina Molinaro   | 義大利 | CNR-比薩流行病學臨床生理研究所                   |
| Adrian Parke       | 英國   | 林肯大學                                         |
| Franz W. Peren     | 德國   | 波恩-萊茵-席格科技大學                           |
| Nancy M. Petry     | 美國   | 康涅狄格大學保健中心                             |
| Heather Wardle     | 英國   | 國家社會研究中心                                 |

## 延伸閱讀
- Blanco, C.; Clement, R.; Derevensky, J.L.; Goudriaan, A.E.; Griffiths, M.D.; Hodgins, D.C.; van Holst, R.J.; Liesching, M.; Moersen, C.; Molinaro, S.; Parke, A.; Peren, F.W.; Perez-Fuentes, G.: Safeguarding the Protection of Minors and Players with Respect to Commercial Gambling in Germany – 2.0，慕尼黑，2016年，ISBN 978-3-945939-08-6 。

## 外部連結
- eASTERIG, University of Sydney, School of Public Health（已归档，2014年2月3日，在互联网档案馆）
- Westlotto（Westdeutsche Lotterie GmbH＆Co. OHG）： 2011年负责任博彩报告